# Kolarstwo na Letnich Igrzyskach Olimpijskich 1972
Kolarstwo na Letnich Igrzyskach Olimpijskich 1972 w Monachium rozgrywane było w dniach 29 sierpnia - 4 września. W zawodach wzięło udział 359 kolarzy z 54 krajów. Reprezentacja Polski wywalczyła 2 medale: srebro w szosowym wyścigu drużynowym na czas i brąz w rywalizacji tandemów na torze. Trasa indywidualnego wyścigu szosowego liczyła 200 km.

## Medaliści
| Konkurencja                             | Złoto                                                                         | Srebro                                                                      | Brąz                                                                     |
| kolarstwo szosowe                       |                                                                               |                                                                             |                                                                          |
| Wyścig indywidualny ze startu wspólnego | Hennie Kuiper                                                                 | Clyde Sefton                                                                | [ 1 ]                                                                    |
| Drużynowa jazda na czas                 | ZSRR · Boris Szuchow · Walerij Jardy · Giennadij Komnatow · Walerij Lichaczow | Polska · Lucjan Lis · Edward Barcik · Stanisław Szozda · Ryszard Szurkowski | [ 2 ]                                                                    |
| kolarstwo torowe                        |                                                                               |                                                                             |                                                                          |
| Sprint                                  | Daniel Morelon                                                                | John Nicholson                                                              | Omar Pchakadze                                                           |
| Tandemy                                 | ZSRR · Władimir Siemieniec, Ihor Cełowalnykow                                 | NRD · Werner Otto, Hans-Jürgen Geschke                                      | Polska · Andrzej Bek, Benedykt Kocot                                     |
| Wyścig drużynowy na dochodzenie         | RFN · Jürgen Colombo · Günter Haritz · Udo Hempel · Günther Schumacher        | NRD · Thomas Huschke · Heinz Richter · Herbert Richter · Uwe Unterwalder    | Wielka Brytania · Mick Bennett · Ian Hallam · Ron Keeble · William Moore |
| Wyścig indywidualny na dochodzenie      | Knut Knudsen                                                                  | Xaver Kurmann                                                               | Hans Lutz                                                                |
| 1 km na czas                            | Niels Fredborg                                                                | Danny Clark                                                                 | Jürgen Schütze                                                           |

### Kolarstwo szosowe

#### Indywidualny wyścig ze startu wspólnego
| Miejsce | Państwo         | Zawodnik        | Czas      |
| ------- | --------------- | --------------- | --------- |
| 1.      | Holandia        | Hennie Kuiper   | 4:14.37 h |
| 2.      | Australia       | Clyde Sefton    | 4:15.04 h |
| DSQ     | Hiszpania       | Jaime Huélamo   | 4:15.04 h |
| 4.      | Nowa Zelandia   | Bruce Biddle    | 4:15.04 h |
| 5.      | Wielka Brytania | Phil Bayton     | 4:15.07 h |
| 6.      | Wielka Brytania | Phil Edwards    | 4:15.07 h |
| 7.      | RFN             | Wilfried Trott  | 4:15.07 h |
| 8.      | Włochy          | Francesco Moser | 4:15.13 h |

#### Drużynowa jazda na czas
| Miejsce | Państwo    | Zawodnik                                                         | Czas        |
| ------- | ---------- | ---------------------------------------------------------------- | ----------- |
| 1.      | ZSRR       | Boris Szuchow Walerij Jardy Giennadij Komnatow Walerij Lichaczow | 2:11:17.8 h |
| 2.      | Polska     | Lucjan Lis Edward Barcik Stanisław Szozda Ryszard Szurkowski     | 2:11:47.5 h |
| DSQ     | Holandia   | Fedor den Hertog Hennie Kuiper Cees Priem Aad van den Hoek       | 2:12:27.1 h |
| 4.      | Belgia     | Ludo Delcroix Gustaaf Hermans Gustaaf Van Cauter Louis Verreydt  | 2:12:36.7 h |
| 5.      | Norwegia   | Thorleif Andresen Arve Haugen Knut Knudsen Magne Orre            | 2:13:20.7 h |
| 6.      | Szwecja    | Lennart Fagerlund Tord Filipsson Leif Hansson Sven-Åke Nilsson   | 2:13:36.9 h |
| 7.      | Węgry      | Tibor Debreceni Imre Géra József Peterman András Takács          | 2:14:18.8 h |
| 8.      | Szwajcaria | Gilbert Bischoff Bruno Hubschmid Roland Schär Ueli Sutter        | 2:14:33.6 h |

### Kolarstwo torowe

#### Sprint
| Miejsce | Państwo   | Zawodnik            |
| ------- | --------- | ------------------- |
| 1.      | Francja   | Daniel Morelon      |
| 2.      | Australia | John Nicholson      |
| 3.      | ZSRR      | Omar Pchakadze      |
| 4.      | Holandia  | Klaas Balk          |
| 5.      | Dania     | Niels Fredborg      |
| 5.      | NRD       | Hans-Jürgen Geschke |
| 5.      | Włochy    | Massimo Marino      |
| 5.      | Holandia  | Peter van Doorn     |

#### Tandemy
| Miejsce | Państwo        | Zawodnik                              |
| ------- | -------------- | ------------------------------------- |
| 1.      | ZSRR           | Władimir Siemieniec Ihor Cełowalnykow |
| 2.      | NRD            | Werner Otto Hans-Jürgen Geschke       |
| 3.      | Polska         | Andrzej Bek Benedykt Kocot            |
| 4.      | Francja        | Daniel Morelon Pierre Trentin         |
| 5.      | Belgia         | Manu Snellinx Noël Soetaert           |
| 5.      | Czechosłowacja | Ivan Kučírek Vladimír Popelka         |
| 5.      | Holandia       | Klaas Balk Peter van Doorn            |
| 5.      | RFN            | Jürgen Barth Rainer Müller            |

#### Drużynowo na dochodzenie
| Miejsce | Państwo         | Zawodnik                                                               |
| ------- | --------------- | ---------------------------------------------------------------------- |
| 1.      | RFN             | Jürgen Colombo Günter Haritz Udo Hempel Günther Schumacher             |
| 2.      | NRD             | Thomas Huschke Heinz Richter Herbert Richter Uwe Unterwalder           |
| 3.      | Wielka Brytania | Mick Bennett Ian Hallam Ron Keeble William Moore                       |
| 4.      | Polska          | Paweł Kaczorowski Janusz Kierzkowski Mieczysław Nowicki Jerzy Głowacki |
| 5.      | Bułgaria        | Nikifor Minczew Płamen Timczew Dimo Tonczew Iwan Cwetkow               |
| 5.      | Holandia        | Ad Dekkers Gerard Kamper Herman Ponsteen Roy Schuiten                  |
| 5.      | Szwajcaria      | Martin Steger Xaver Kurmann René Savary Christian Brunner              |
| 5.      | ZSRR            | Wiktor Bykow Władimir Kuzniecow Anatolij Stiepanienko Aleksandr Judin  |

#### Indywidualnie na dochodzenie
| Miejsce | Państwo    | Zawodnik              |
| ------- | ---------- | --------------------- |
| 1.      | Norwegia   | Knut Knudsen          |
| 2.      | Szwajcaria | Xaver Kurmann         |
| 3.      | RFN        | Hans Lutz             |
| 4.      | Australia  | John Bylsma           |
| 5.      | Argentyna  | Carlos Miguel Álvarez |
| 5.      | Włochy     | Luciano Borgognoni    |
| 5.      | Kolumbia   | Luis Díaz             |
| 5.      | Holandia   | Roy Schuiten          |

#### 1 km na czas
| Miejsce | Państwo    | Zawodnik           | Czas      |
| ------- | ---------- | ------------------ | --------- |
| 1.      | Dania      | Niels Fredborg     | 1:06.44 h |
| 2.      | Australia  | Danny Clark        | 1:06.87 h |
| 3.      | NRD        | Jürgen Schütze     | 1:07.02 h |
| 4.      | RFN        | Karl Köther        | 1:07.21 h |
| 5.      | Polska     | Janusz Kierzkowski | 1:07.22 h |
| 6.      | Bułgaria   | Dimo Tonczew       | 1:07.55 h |
| 7.      | Szwajcaria | Christian Brunner  | 1:07.71 h |
| 8.      | ZSRR       | Eduard Rapp        | 1:07.73 h |

## Klasyfikacja medalowa
| #   | Reprezentacja   | Złoto | Srebro | Brąz | Razem |
| --- | --------------- | ----- | ------ | ---- | ----- |
| 1.  | ZSRR            | 2     | 0      | 1    | 3     |
| 2.  | RFN             | 1     | 0      | 1    | 2     |
| 3.  | Dania           | 1     | 0      | 0    | 1     |
|     | Francja         | 1     | 0      | 0    | 1     |
|     | Holandia        | 1     | 0      | 0    | 1     |
|     | Norwegia        | 1     | 0      | 0    | 1     |
| 7.  | Australia       | 0     | 3      | 0    | 3     |
| 8.  | NRD             | 0     | 2      | 1    | 3     |
| 9.  | Polska          | 0     | 1      | 1    | 2     |
| 10. | Szwajcaria      | 0     | 1      | 0    | 1     |
| 11. | Wielka Brytania | 0     | 0      | 1    | 1     |